# ويليام مويكي باركر
ويليام مويكي باركر (بالإنجليزية: William M. Barker)‏ هو محامي وقاضي أمريكي، ولد في 13 سبتمبر 1941 في تشاتانوغا في الولايات المتحدة.

## وصلات خارجية
- ويليام مويكي باركر على موقع إن إن دي بي (الإنجليزية)